# Amesotropis desaegeri
Amesotropis desaegeri är en insektsart som beskrevs av Vitaly Michailovitsh Dirsh 1964. Amesotropis desaegeri ingår i släktet Amesotropis och familjen gräshoppor. Inga underarter finns listade i Catalogue of Life.